# Tiger Army III: Ghost Tigers Rise
Tiger Army III: Ghost Tigers Rise är ett album av bandet Tiger Army, utgivet 2004 på Hellcat Records.

## Låtlista
1. "Prelude: Death of a Tiger" - 0:53
2. "Ghost Tigers Rise" - 2:09
3. "Wander Alone" - 3:44
4. "Santa Carla" - 4:44
5. "Ghostfire" - 4:02
6. "Rose of the Devil's Garden" - 3:56
7. "Atomic" - 3:16
8. "What Happens?" - 3:07
9. "Through the Darkness" - 3:05
10. "The Long Road" - 4:31
11. "Calling" - 4:09
12. "Swift Silent Deadly" - 2:46
13. "Sea of Fire" - 5:13